# Lopare
Lopare (v srbské cyrilici Лопаре) jsou město a sídlo opštiny v Republice srbské, v Bosně a Hercegovině. Nachází se v severní části země, v blízkosti Distriktu Brčko. Mají 2 709 obyvatel.
V blízkosti Loparů se nachází stećci, nalezeno jich bylo okolo třiceti. Nacházelo se zde také ilyrské sídliště.
Původem z Loparů byl i Cvijetin Mijatović, předseda předsednictva SFRJ.